# 保良局羅氏基金中學

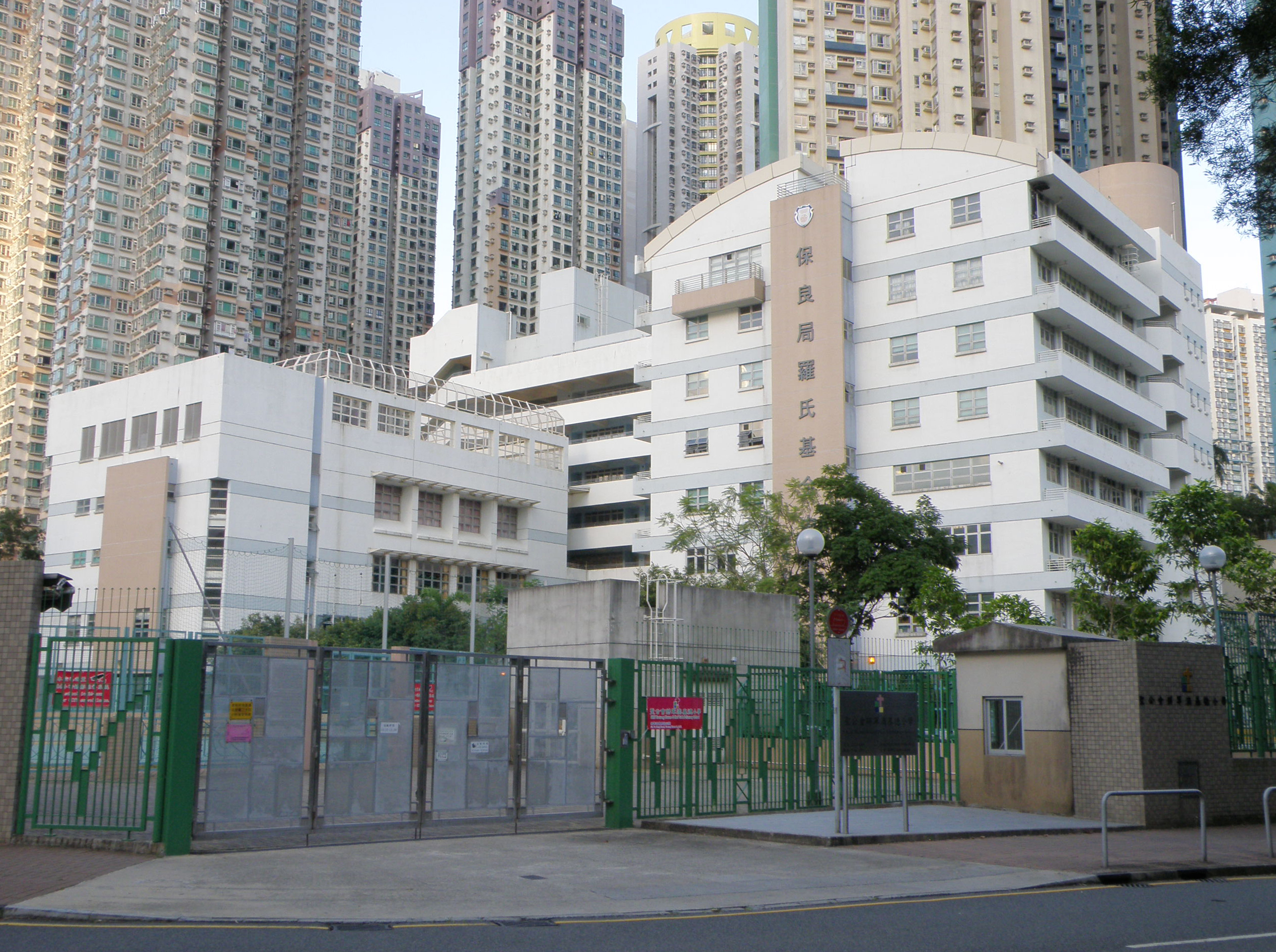
擴建前的校舍

保良局羅氏基金中學（英語：Po Leung Kuk Laws Foundation College）是一間位於香港新界將軍澳的直資中學，2004年創校。

## 學校歷史
保良局於2004年選址將軍澳創辦一所直資中學，採用千禧校舍設計。因得羅氏慈善基金撥款籌建，所以校方把該校命名為「保良局羅氏基金中學」。
為配合學校未來發展需要，羅氏基金中學之法團校董會獲批准動用學校的儲備，在本來的籃球場的原址興建新翼。本來的籃球場會轉移至新翼的天台，而游泳池將會設於地下。新翼校舍內增加其他的設施，包括六個標準課室、家長教師會會所、學生會會所等。整項工程於2016年3月正式動工，並於2018年3月28日落成，並於2019年4月正式開始使用。
2019年5月28日該校校友、老師及學生發起《反對逃犯條例修訂聯署》(聯署)，校長陳榮光指該聯署為虛假文書，指有個別人士冒認，並報警處理。
2022年9月1日孫嘉俊博士正式接替退休的陳校長為校長。

## 開設科目
中一至中二級：
- 以英文授課的科目：英文、數學、綜合科學、生物科技、電腦、科技與生活、視覺藝術、音樂、體育、企業、會計與財務概論、地理及經濟
- 以中文授課的科目：中文、中國歷史、生命教育

中三級（必修）：
- 以英文授課的科目：英文、數學、生物、化學、物理、生物科技、綜合人文、地理、經濟、企業、會計與財務概論、電腦、科技與生活、視覺藝術、音樂及體育
- 以中文授課的科目：中文、中國歷史、生命教育

中四至中六級（新高中課程）：
- 核心科目：中文、英文、數學、通識教育（中文／英文）
- 選修科目（以英文授課）：數學延伸單元二、組合科學、生物、化學、物理、地理、經濟、企業、會計與財務概論、資訊及通訊科技、科技與生活（食物科學與科技）
- 選修科目（以中文授課）：中國歷史

## 校舍設施
舊翼共高8層，於2004年啟用，施工建築商為安保工程。
| G/F | 小食部      | 飯堂                 | 校工休息室     | 操場                   | 學生會辦事處              | （新翼）游泳池       | 足球場（共用）     | 校務處         |                    |                |
| 1/F | 6個課室     | 小組教學室           | 劉陳小寶圖書館 | 樂團練習區（室內空地） | 多用途活動室              | （新翼）游泳池觀眾席 | 多用途教學室       | 小組教學室1    |                    |                |
| 2/F | 6個課室     | 視覺藝術室           | 音樂室         | 禮堂                   | （新翼）學生會            | （新翼）童軍室       | （新翼）教師休息室 | （新翼）校友會 | （新翼）家長教師會 | （新翼）桌球室 |
| 3/F | 會議室      | 教員室               | 家政室（裁縫） | 烹飪室                 | 小組教學室2               | （新翼）4間課室      |                    |                |                    |                |
| 4/F | 6個課室     | 羅焯生態實驗室       | 生物實驗室     | （新翼）2間音樂室      | （新翼）multimedia studio | （新翼）健身室       |                    |                |                    |                |
| 5/F | 6個課室     | 達雅高生物科技實驗室 | 綜合科學實驗室 | 室外3人籃球場          | （新翼）籃球場            |                      |                    |                |                    |                |
| 6/F | 6個課室     | 物理實驗室           | 化學實驗室     |                        |                           |                      |                    |                |                    |                |
| 7/F | 小組教學室3 | 2個電腦室            | 伺服器室       | 校園電視台工作室       | 劇場                      | 演講廳               | 電腦預備室         |                |                    |                |
| M/F | 天台花園    | 教職員休息室         |                |                        |                           |                      |                    |                |                    |                |

## 制度及校風發展
學校自2004年創立，提倡多元發展。而學校發展以來着重學生的全人發展，其中包括「一人一樂器計劃」、「第一屆聯校音樂會」。學生可籌劃各式各樣的學會及舉辦活動。學校於2005年投放大量資金創立校園電視台「LawnTV」，以培養入選學生在拍攝方面的興趣。翌年首次參與香港聯校戲劇節及舉辦第一屆Fashion Show day，讓學生發揮戲劇天份與參與時裝製作的體驗。

## 出版刊物
- 《赤子》（Forever Young，校報）
- 《空間》（Dimension，學生作品集）
- 《雙城結》（Learning in Twinned，上海文流團文集）
- 《尖子》（Achievers，學生會考成績簡報）
- 《倒寫籮蟹》

## 著名／傑出校友
- 莫竣名：香港男性模特兒、演員及主持[註 1]
- 歸綽嶢：香港女歌手、演員及模特兒。

## 外部連結
- 保良局羅氏基金中學網頁（页面存档备份，存于）
- 保良局羅氏基金中學圖書館網頁（页面存档备份，存于）